# 計算機 (任天堂Switch)
《計算機》（英語：Calculator）是由Sabec開發，並在2021年5月12日於任天堂Switch上發行的軟件計算機。評論者表示應用與iPhone內建計算機配色相仿。有批評指應用定價高，不太實用。其也因而成為網絡迷因。在Metacritic上任天堂Switch遊戲使用者評分中，應用名列前茅。

## 功能

應用程式螢幕截圖，下方為按鈕：右側為數字鍵及基礎算術運算符號；左側為科學函數功能鍵。上方為輸入顯示欄，顯示數字64，左上角標有應用程式名稱「Calculator」，右上角顯示最近計算記錄

《計算機》應用大小為53MB，支援任天堂Switch電視、手提、桌上三種模式。其為科學計算機，能處理四則運算，也可處理包括三角函數、對數函數、雙曲函數等函數問題。用戶可使用游標輸入或以觸控輸入。而計算歷史記錄可以在界面查看。

## 開發與發行
應用由英國遊戲工作室Sabec，為電子遊戲機任天堂Switch開發。工作室此前曾為Switch開發一系列非遊戲應用，包括繪圖應用、各類樂器應用，以及採用Joy-Con紅外線攝像功能的《夜視》應用；亦曾開發如乒乓球、高爾夫、保齡球等的簡單遊戲。Sabec指希望令Switch成為多功能裝置，故選擇在該平臺發行此類應用。開發團隊在設計《計算機》時，儘量確保年輕用戶能輕鬆上手。應用標榜有“吸引人的現代實用設計”，且會受所有學生和工程師歡迎。
2021年5月12日，Sabec透過任天堂eShop發行《計算機》，定價10美元。在獲國際年齡分級聯盟年齡評級3+后，《計算機》在同年6月24日於日本發行。

## 反響
價錢及實用性方面，TouchArcade的斥開發商Sabec總是推出價格過高、幾乎無用的軟件。Kotaku的、Gfinity Esports的、TechRadar的亚当·维耶什蒂察、17173网正惊游戏欄目編輯Helen皆批評《計算機》的定價不合理。Kotaku的批評道，在Switch里安裝計算機並不實用。他稱雖然Switch在技術上能實現計算機的功能，但有更適合的裝置運行，任天堂Switch不適合當“作業幫手”。Gfinity Esports的為應用打出4/5分，認為《計算機》的確能夠完成計算，實有功能，不能責怪。但他寫道任天堂Switch的平板電腦式介面並不適合該應用。TechRadar的维耶什蒂察不滿任天堂對eShop管理鬆懈，平臺充斥着粗製濫造的遊戲，指「此應用程式便能證明其門檻極低，只要遊戲能執行便能登陸eShop」。
對於界面設計，Eurogamer和GameSpot編輯皆指出《計算機》配色與蘋果iPhone內建的計算機應用相仿。17173网的Helen也稱《計算機》的界面與iPhone的基本一樣。Helen同時批評《計算機》佔用了Switch上53MB儲存空間，反觀iPhone的計算機只有676KB。GamesRadar+的反指其「只有53MB，至少不會在Switch上佔用太多空間」。
《計算機》因不實用而成為網絡迷因。在應用發行約一周時，Metacritic上的用戶評分為9.1/10分，與《魔物獵人 崛起》并列Switch用戶評分榜第五。Switch用戶撰寫戲謔評測內容，諷刺《計算機》為「有史以來最好的遊戲」。有遊戲直播主在《計算機》上挑战速通，SmallAnt以38秒完成从1数至1000。
在該應用發行的同年8月5日，日本開發商Blacksmith DoubleCircle在eShops上架《战斗计算器》。其與《計算機》有類似功能，可作計算機使用。此外，遊戲有「戰鬥模式」，通過對個位整數、十分位小數、加減乘除和函式的變換，得出目標數值則得分，最多四人參賽，比拼總得分。